# Jean Fosty
Jean Fosty (Habay-la-Vieille, 29 juni 1910 - Brussel, 20 oktober 1974) was een Belgisch senator.

## Levensloop
Fosty behaalde zijn kandidatuur in de wijsbegeerte en letteren aan de UCL en richtte het studententijdschrift L'Ergot op. Hij werd journalist bij Luxemburgse kranten, voornamelijk bij L'Avenir du Luxembourg. Tijdens de Tweede Wereldoorlog stapte hij in het Verzet en behoorde tot de gangmakers ervan in de Ardennen. Als lid van de groep Zero was hij bijzonder actief in de inlichtingendiensten. Hij was ook betrokken bij het helpen onderduiken van Joden. In juli-augustus 1944 nam hij deel aan de Bevrijding van Parijs.
In 1946 was hij, zonder succes, kandidaat bij de wetgevende verkiezingen op een lijst van de Union Démocratique Belge. In 1950 nam hij in La Revue nouvelle stelling tegen de terugkeer van koning Leopold III, waarmee hij zich achter de minderheidsstroming van de Waalse katholieken schaarde. Eveneens werkte hij mee aan het tijdschrift van de Waalse Economische Raad. Hij was ook zeer actief in verenigingen van oud-verzetslieden. Dit bracht hem ertoe het initiatief te nemen om in 1953 een 'bedevaart' in te richten naar de graven van de Yzer.
Op de IJzerbedevaart van 1953 hadden enkele radicale Vlaams-nationalisten actie gevoerd voor amnestie en tegen de CVP, een partij waarvan drie ministers op de bedevaart aanwezig waren. Een aantal jongeren, onder leiding van onder meer Karel Dillen, had de Houzee-groet of Hitlergroet gebracht, met gestrekte rechterarm. De Standaard publiceerde er een foto van en keurde de houding af. Linkse en overwegend Franstalige weerstandsverenigingen, gegroepeerd in een Comité d'Appel au Pays onder leiding van Jean Fosty, besloten om op 25 oktober 1953 de belediging aan Vlaanderen en het gemeenschappelijke vaderland uit te wissen met een 'herstelbedevaart' naar het kamp van Breendonk en de IJzertoren in Diksmuide. Het KVHV van Leuven en Gent riepen daarop een Comité voor Beroep op het Volk in het leven, dat een tegenmanifestatie aankondigde. Die werd verboden, maar leidde tot wekenlange agitatie waarbij katholieke jeugdbewegingen en scholieren werden ingeschakeld. Onder de organisatoren bevonden zich onder anderen de latere ministers Rik Vandekerckhove en Vic Anciaux, en verder Richard Celis, Lode Franssens, Jan Devroe, Herman Suykerbuyk, Jaak Van Passel, Johan Fleerackers, Luk Lambrechts en Wilfried Dumon.
Aan het KVHV bezorgde de actie een morele overwinning. De bussenkaravaan van de aanhangers van het Comité d'Appèl, de zogeheten Fostielen, reden door steden die in staat van beleg leken te zijn, met toeschouwers die hen de rug toekeerden en 7.500 rijkswachters ter bescherming. Onder druk van de kritiek waren de hoofdzakelijk Franstalige manifestanten bovendien verplicht zich zo Vlaams mogelijk voor te doen. Op de manifestatie in Diksmuide werd daarom de Vlaamse Leeuw gezongen. Het was de laatste keer dat Franstalig-links nog op een communautair thema een grootschalige manifestatie opzette in Vlaanderen. De naam Fosty had alvast door deze actie nationale bekendheid verworven.
In 1965 werd Fosty lid van het Front Démocratique des Francophones (FDF). In 1970 werd hij voor deze partij verkozen tot gemeenteraadslid van Elsene en in 1971 tot lid van de Brusselse Agglomeratieraad. Bovendien zetelde hij van 1971 tot aan zijn dood in 1974 als provinciaal senator voor Brabant in de Senaat, verkozen door de FDF-RW.

## Publicaties
- Les réseaux belges en France, in: Cahiers d’Histoire de la Seconde Guerre mondiale, Brussel, 1972
- La guerre secrète des services de renseignement et d'action 1940-1944, Brussel - Ukkel, J.M. Collet, (Vecu n°24), 1987.